# Yenifer Giménez
Yenifer Giménez, née le 3 mai 1996 à Barquisimeto, est une footballeuse internationale vénézuélienne évoluant au poste de défenseure au Villarreal CF, en D1 espagnole.

## Biographie

### Carrière en club
Yenifer Giménez commence sa carrière dans son pays en jouant au Máximo Viloria, puis au Deportivo Lara. En 2017, elle se rend en Colombie pour jouer à l'América de Cali. Elle rejoint la France en 2018, et joue à Aurillac Arpajon puis Croix de Savoie Ambilly, qui devient en 2019 Thonon Évian Grand Genève FC.
En juillet 2020, elle rejoint le Villarreal CF en deuxième division espagnole.

### Carrière internationale
Yenifer Giménez fait partie de la sélection du Venezuela au Championnat d'Amérique du Sud U20 en 2015, et à la Coupe du monde U20 2016. 
Avec l'équipe nationale senior, elle joue deux éditions de la Copa América (2014 et 2018), et deux éditions des Jeux d'Amérique centrale et des Caraïbes (2014 et 2018).

## Statistiques
| Saison                | Club                    | Championnat           | Championnat | Championnat | Coupe(s) nationale(s) | Coupe(s) nationale(s) | Total | Total |
| Saison                | Club                    | Division              | M.          | B.          | M.                    | B.                    | M.    | B.    |
| 2017-2018             | FC Aurillac Arpajon     | Division 2            | 7           | 0           |                       |                       | 7     | 0     |
| Sous-total            | Sous-total              | Sous-total            | 7           | 0           |                       |                       | 7     | 0     |
| 2018-2019             | Croix de Savoie Ambilly | Division 2            | 20          | 0           | 1                     | 0                     | 21    | 0     |
| 2019-2020             | Thonon Évian GGFC       | Division 2            | 15          | 4           | 4                     | 0                     | 19    | 4     |
| Sous-total            | Sous-total              | Sous-total            | 35          | 4           | 5                     | 0                     | 40    | 4     |
| Total sur la carrière | Total sur la carrière   | Total sur la carrière | 42          | 4           | 5                     | 0                     | 47    | 4     |